# José Eduardo dos Santos
José Eduardo dos Santos, född 28 augusti 1942 i Luanda, död 8 juli 2022 i Barcelona, Spanien, var en angolansk politiker. Han var Angolas president 1979–2017.

## Biografi
dos Santos var en militant nationalist från unga år, gick 1961 med i Folkrörelsen för Angolas befrielse (MPLA) och grundade dess ungdomsorganisation. Samma år gick han i exil i Kongo-Brazzaville, och senare i Sovjetunionen, där han utbildade sig till ingenjör. År 1970 återvände han till Angola och anslöt sig till MPLA:s gerillastyrkor i provinsen Kabinda. Han representerade ofta MPLA i olika internationella forum, och valdes 1974 in i exekutivkommittén inom MPLA:s politbyrå.
När Angola blev självständigt från Portugal 1975 blev dos Santos utrikesminister fram till 1976, och därefter planeringsminister från 1978. Efter att president Agostinho Neto avlidit i september 1979 blev dos Santos Angolas president 10 september 1979 (tillförordnad president till 21 september 1979), och stannade på posten till 26 september 2017.
Som president ansträngde han sig både nationellt och internationellt för att åstadkomma fred i det långvariga angolanska inbördeskriget. Hans politik ledde till ett fredligt återdragande av de sydafrikanska styrkorna, som stödde UNITA i inbördeskriget, från Angola. Han spelade även en central roll i det avtal som slöts mellan Angola, Kuba och Sydafrika 1989, vilket ledde till att Namibia uppnådde självständighet under SWAPO året därpå, samt att de kubanska trupper, som stödde MPLA-regeringen i inbördeskriget i Angola, återvände hem.
dos Santos undertecknade 1991 Bicesseavtalet, vilket möjliggjorde Angolas första fria president- och parlamentsval 1992. MPLA segrade i parlamentsvalet och dos Santos erhöll majoritet i en första valomgång av presidentvalet, vilket bekräftades av FN-representanter och internationella observatörer. UNITA-rebellerna accepterade dock inte resultatet, vilket innebar att den avgörande andra omgången i presidentvalet sköts upp och inbördeskriget fortsatte. Ett nytt fredsavtal undertecknades 1994, men bröts då UNITA återupptog striderna 1998; inbördeskriget avslutades till sist 2002, då UNITA:s ledare Jonas Savimbi dödades.
Dos Santos förblev marxist under sin tid som minister och president, men intog samtidigt en pragmatisk hållning. Han stödde president Netos linje att skapa nära ekonomiska band till västländer, utan att överge Angolas starka band till Sovjetunionen och Kuba under kalla kriget. Efter kalla krigets slut övergav landet sin planekonomiskt präglade modell, och MPLA lämnade sin marxistiska ideologiska plattform för en socialdemokratisk sådan. Ekonomin öppnades under 1990-talet upp för utländska investerare, vilket gjorde Angola till den andra största oljeproducenten i Afrika efter Nigeria.
dos Santos styre anklagades samtidigt för utbredd korruption och nepotism, vilket enligt hans kritiker bidrog till att fattigdomen och ojämlikheten i landet förblev utbredd. Hans dotter, Isabel dos Santos, var tidigare chef för det statliga oljebolaget Sonangol och enligt tidningen Forbes den rikaste kvinnan i Afrika, innan hennes tillgångar frystes 2020 som en del av en omfattande korruptionsutredning.
Dos Santos avgick som president 2017, och som ledare för MPLA 2018. Han efterträddes som president av João Lourenço, tidigare landets försvarsminister. Efter hans avgång började regeringen i Angola utreda korruptionsanklagelserna kring dos Santos, och han gick i självvald exil i Spanien, men återvände till Angola i september 2021. Han avled på sjukhus i Barcelona i juni 2022, efter en längre tids sjukdom.

## Bildgalleri

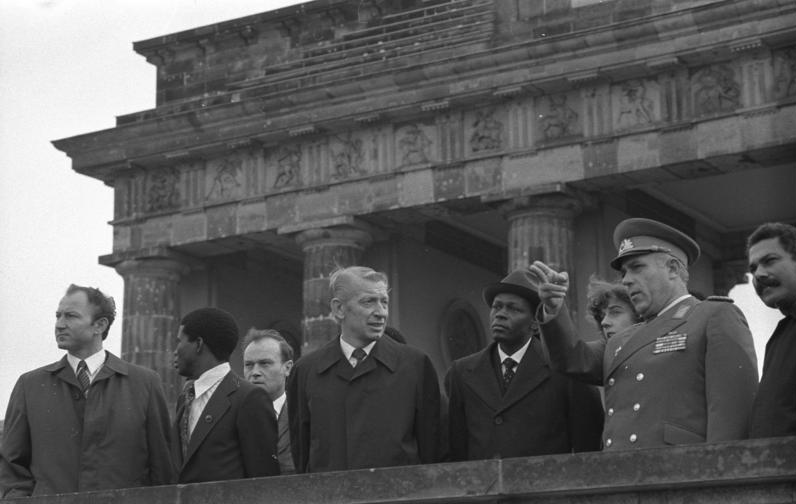
dos Santos (femte fr. v.) vid Brandenburger Tor under ett besök i Östberlin, 1981.
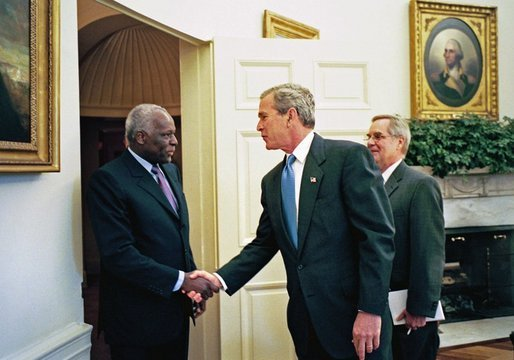
dos Santos och USA:s president George W. Bush, 2004.
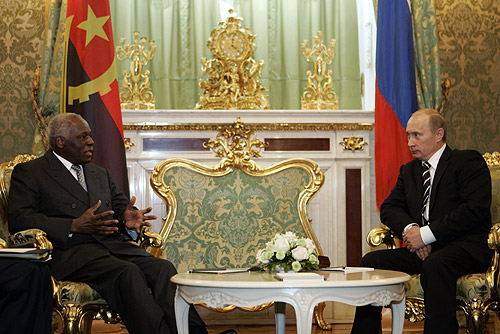
dos Santos och Rysslands president Vladimir Putin, 2006.
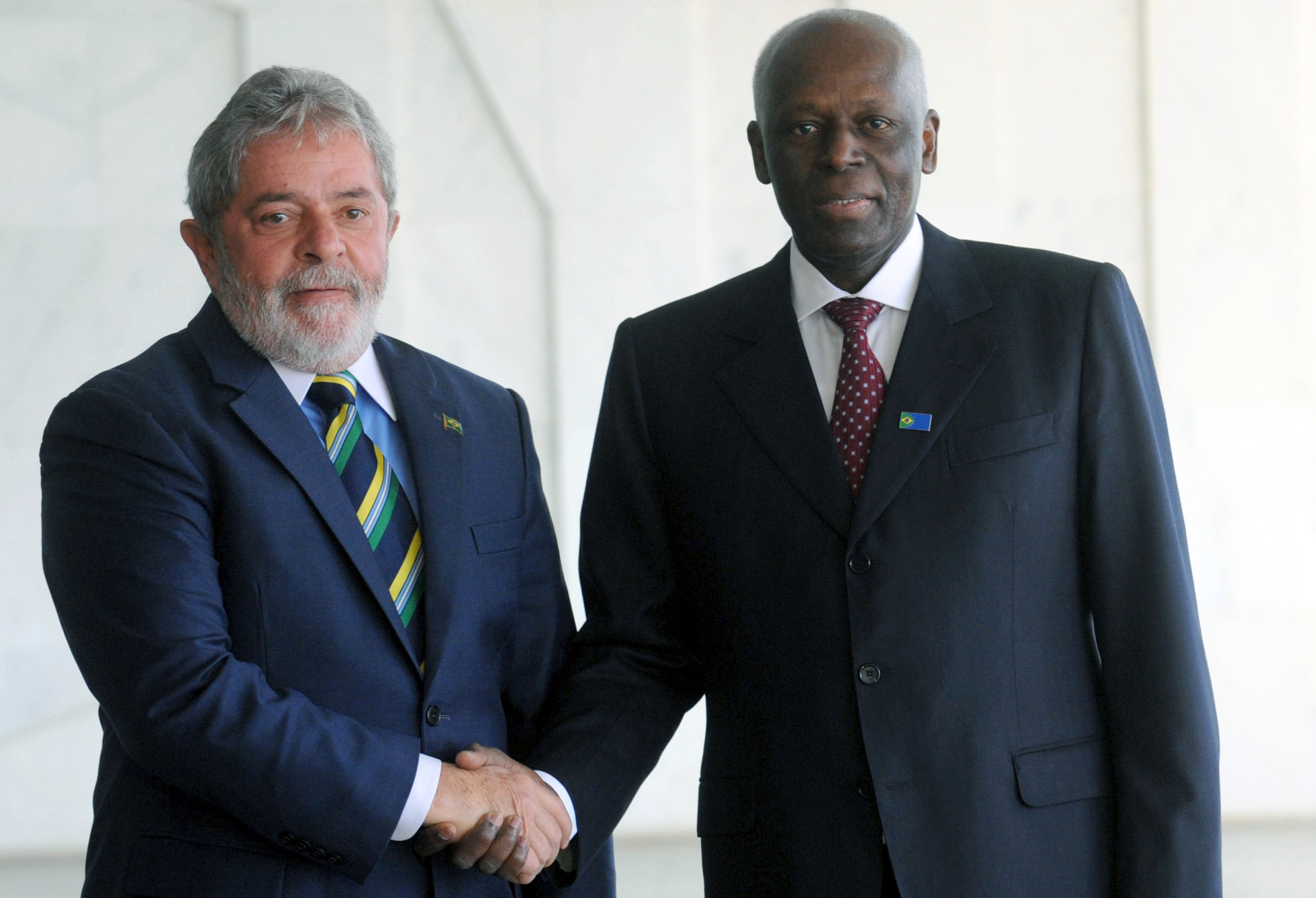
dos Santos och Brasiliens president Lula da Silva, 2010.